# Eumelea sangirensis
Eumelea sangirensis là một loài bướm đêm trong họ Geometridae.